# East Tawakoni
East Tawakoni település az Amerikai Egyesült Államok Texas államában, Rains megyében. Lakosainak száma 824 fő (2020. április 1.).

## Népesség
A település népességének változása:
| Lakosok száma | 775  | 883  | 824  |
|               | 2000 | 2010 | 2020 |